# Simulium kisoense
Simulium kisoense es una especie de insecto del género Simulium, familia Simuliidae, orden Diptera.
Fue descrita científicamente por Uemoto, Onishi & Orii, 1974.